# Теракты в Норвегии (2011)
Террористические акты в Норвегии 22 июля 2011 года — два теракта, совершённых в один день в Осло и на острове Утёйа.
Гражданин Норвегии 32-летний Андерс Беринг Брейвик был арестован за стрельбу на Утёйе. По сообщению адвоката подозреваемого Гейра Липпестада, тот сознался в совершении обоих террористических актов.

## Подготовка
По имеющимся данным, Брейвик начал высказывать свои идеи на интернет-форумах летом 2009 года. К самой же атаке он начал готовиться с осени 2009 года. В это же время он посетил своего друга Питера в Венгрии и обнаружил, что венгерки очень красивы, однако отказался от всяческих связей с ними, потому что это, по его собственному мнению, могло помешать его «Великой цели». Также в начале 2010 года он общался с известным британским блогером-антиисламистом Полом Рэем и, по предположению последнего, возможно, черпал вдохновение из блогов Рэя. Однако несмотря на их общение, блогер отказался добавить Брейвика в друзья в социальной сети Facebook, так как ему не понравился внешний вид будущего террориста. По данным следствия, есть основания предполагать, что Брейвик был тесно связан с британскими радикалами. Как сообщает Foreign Policy, в 2002 году в Лондоне он совместно с ещё девятью людьми основал организацию «Рыцари храма», целью которой был «захват контроля над западноевропейскими странами и внедрение консервативной политической программы». Как отмечает The Guardian, именно тогда он встретил своего наставника, который называл себя Ричард, в честь Ричарда Львиное Сердце. После теракта Брейвик заявил, что его целью было «спасти Норвегию и Европу от марксистского и исламского засилья».

### Попытка купить оружие в Чехии
В августе — сентябре 2010 года Брейвик провёл 6 дней в Праге, где попытался приобрести огнестрельное оружие. Однако, он, по его собственным словам, немного боялся поездки, так как слышал, что в Центральной Европе «самые жестокие и циничные преступники». На второй день пребывания он получил направление на добычу полезных ископаемых, для того, чтобы никто не заподозрил его в подготовке теракта. Андерс собирался купить автомат Калашникова и пистолет Glock 34, а также ручные гранаты. Он также имел при себе фальшивое удостоверение сотрудника полиции и форму, которую незаконно приобрёл в интернете и носил во время нападения. В конечном итоге у него не получилось осуществить свой план и он уехал назад в Норвегию.

### Покупка оружия в Норвегии
Андерс попытался также купить оружие в Берлине и Белграде, но вновь ничего не вышло. (Всего на стадии подготовки к теракту Брейвик посетил 20 стран). Тогда он решил получить самозарядную винтовку и пистолет на законных основаниях в Норвегии. Юридически это не вызывало проблем, так как он не был судим, имел лицензию охотника, а также владел помповым дробовиком «Benelli Nova» в течение семи лет. По возвращении из Европы Брейвик получил разрешение на владение самозарядным карабином Ruger Mini-14 с целью «охоты на оленей»; он купил его осенью 2010 года за 1300 евро. Получить разрешение на пистолет было трудней, так как для этого нужно было быть не только членом стрелкового клуба, но и показывать его посещение. Брейвик 15 раз посетил стрелковый клуб в Осло с ноября 2010 года по январь 2011 года и тогда ему выдали разрешение на покупку пистолета Glock 34. Для тренировок в стрельбе он также использовал компьютерный шутер Call of Duty: Modern Warfare 2.
В марте 2011 года Брейвик купил в интернете компоненты для взрывного устройства у продавца удобрений из города Вроцлав (Польша). 18 мая 2009 года Андерс Беринг Брейвик зарегистрировал собственную компанию по выращиванию овощей под названием «Breivik Geofarm», чем объяснил покупку такого количества удобрений. Позже поляк был привлечён по делу о терактах в качестве свидетеля.
27 апреля 2011 года он собрал своё первое взрывное устройство. В течение мая-июня он собрал 20 взрывных устройств различной мощности. 13 июня 2011 года он совершил свой первый пробный взрыв на пустыре в пригороде Осло. 15 июля 2011 года он арендовал Volkswagen Crafter. 18 июля он установил внутрь взрывное устройство самой большей мощности из собранных им. 21 июля он заказал за 2000 евро на дом проститутку, с которой провёл всю ночь. Утром 22 июля он посетил церковь в Осло.

## Террористический акт в Осло

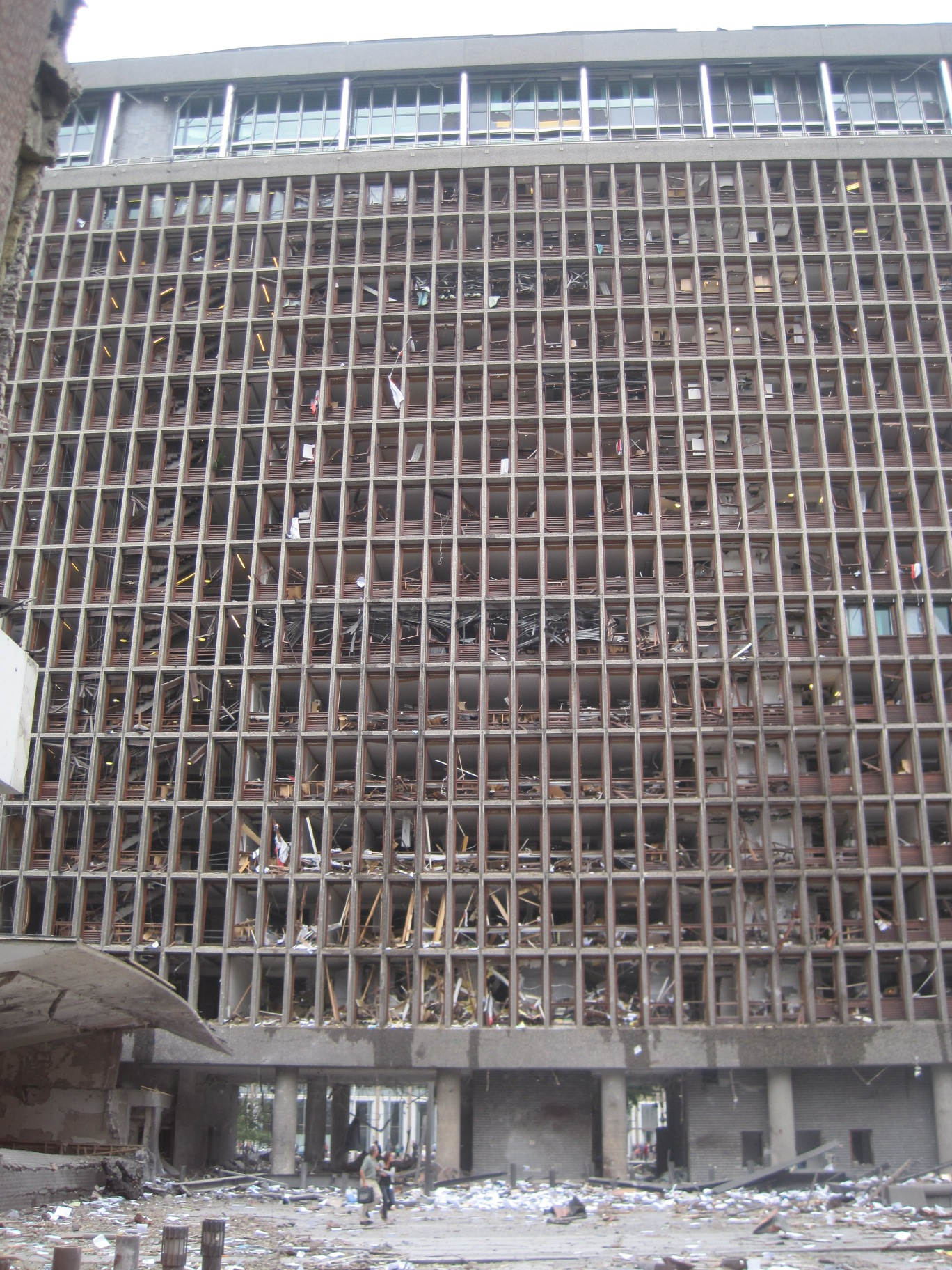
Здание правительства и министерства юстиции после взрыва. Центр взрыва находился рядом с людьми на снимке

22 июля 2011 года в 15:25:22 (по местному времени) в Правительственном квартале Осло прогремел взрыв. По сообщениям полиции, заложенная в автомобиль «Volkswagen Crafter» бомба была приведена в действие с помощью фитиля, она весила около 500 килограммов и была изготовлена из сельскохозяйственных удобрений на основе аммиачной селитры и дизельного топлива.
Первое сообщение о взрыве поступило в полицию спустя полторы минуты, в 15:26. Ещё через две минуты на место прибыли первые автомобили полиции и скорой помощи.

Район подрыва взрывчатки в Осло обозначен оранжевым. Правительственное здание помечено красным. Синим обозначено здание министерства нефтяной промышленности

Семь человек погибли от взрыва на месте, ещё один скончался в больнице от полученных травм, 209 человек получили ранения, из них 15 тяжёлые. Среди пострадавших оказались члены правительства. В результате взрыва пострадали ближайшие здания, в том числе министерство нефтяной промышленности и здание редакции таблоида «Verdens Gang». В одном из них возник пожар, в зданиях на соседней улице выбило стёкла взрывной волной. Полиция оцепила место происшествия и призвала всех по возможности покинуть центр города.

## Бойня на Утёйе
Спустя полтора часа (то есть около 17:00 по местному времени) после взрыва в центре Осло Андерс Беринг Брейвик на серебристо-сером фургоне достиг паромной переправы у острова Утёйа. В это время на острове проходил традиционный молодёжный летний сбор в лагере правящей Рабочей партии, в котором принимало участие 655 человек в возрасте 14—25 лет. Одетый в форму сотрудника полиции Андерс предъявил поддельное удостоверение и сообщил о необходимости инструктажа по технике безопасности в связи с терактом в столице. Он также был одет в бронежилет, и при нём в сумке был пистолет, винтовка и боеприпасы. Собрав около 17:22 вечера вокруг себя несколько десятков молодых социал-демократов, он вынул из сумки оружие и открыл по ним прицельный огонь; им было убито 67 человек (в том числе одна гражданка Грузии и сводный брат кронпринцессы Норвегии). Стрельба, продолжавшаяся около 73 минут (17:21 — первые выстрелы, 18:34 — стрелок задержан), вызвала панику, в результате чего двое молодых людей погибли, пытаясь спастись: 1 погиб, упав со скалы, и 1 утонул. Отдыхающие и местные жители на лодках спасли из воды более 200 подростков. Различные ранения, в том числе и неогнестрельные, получили около 110 человек. Известно о двух случаях, когда Брейвик пощадил своих жертв: 11-летнего мальчика, отца которого он только что убил, и 22-летнего молодого человека, умолявшего террориста сохранить ему жизнь. Расстреливая людей, Брейвик неоднократно кричал: «Сегодня вы умрёте, марксисты!».
Через две минуты после прибытия полиции (контртеррористическое подразделение Beredskapstroppen) на остров террорист сдался (в 18:35). При этом его первыми словами после задержания были: «Я закончил…». Во время бойни Брейвик, как и описывал в своём 1500-страничном манифесте, был в наушниках и слушал своё любимое произведение — «Вечный свет» (Lux Aeterna) композитора Клинта Мэнселла — заглавную мелодию к кинофильму Даррена Аронофски «Реквием по мечте». Также полиция подозревала, что он вёл видеосъёмку стрельбы, однако позже эта информация не нашла подтверждения. Впоследствии на острове насчитали 186 стрелянных гильз.

## Расколотые часы

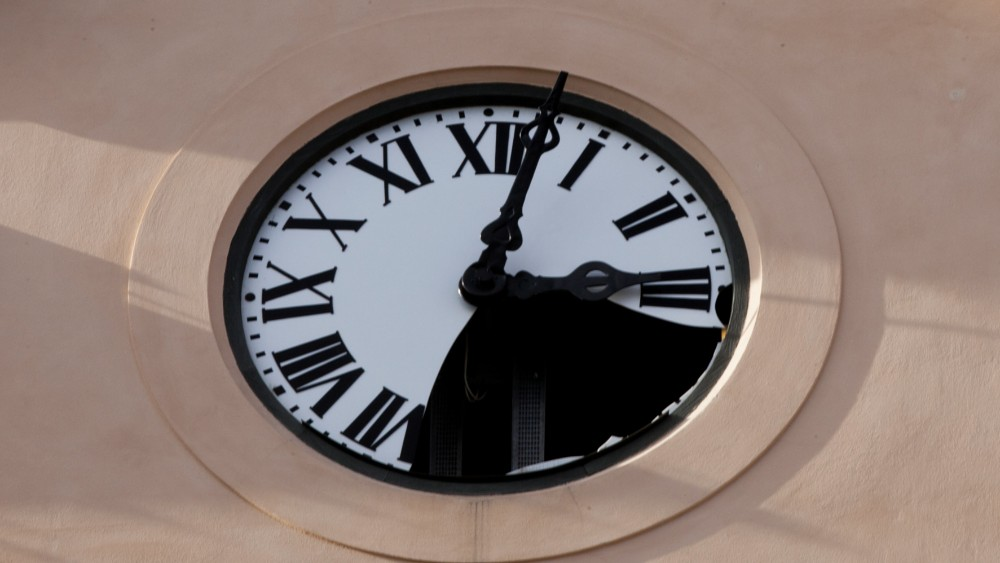
Часы с отколовшейся частью циферблата

Часы на площади Юнгсторгет, у которых в момент взрыва откололась часть циферблата, по совпадению указали минуту, когда теракт стал необратимым, и «предсказали» время окончания терактов. Правый скол на циферблате соответствует времени 15:17 — это минута, когда Брейвик в фургоне с бомбой поджёг фитиль. Левый скол показывает 18:33 — в это время Брейвик был арестован на острове Утёйа.

Первым этот факт обнаружил российский журналист Антон Чечулинский в своей книге «Язык Тролля. Роман-расследование дела Брейвика»: 
«Как отмечено в приговоре, „был арестован полицией примерно в 18:34“…Часы ошиблись всего-навсего на минуту. Впрочем, если вспомнить приговор и растяжимое „примерно“, не исключено, что часы были совершенно точны».

## Международная реакция
- Россия: «Те, кто организовал и осуществил эти беспощадные и бессмысленные преступления, убеждён, будут привлечены к ответственности и понесут заслуженное наказание», — заявил Дмитрий Медведев[53].
- НАТО: «От имени НАТО решительно осуждаю отвратительные акты насилия в Норвегии. Я хотел бы передать искренние соболезнования правительству Норвегии, норвежскому народу, а также семьям тех, кто погиб и пострадал в результате этих жестоких и трусливых актов», — заявил генеральный секретарь НАТО Андерс Фог Расмуссен[54].
- Беларусь: «Эти трагедии в Норвегии, в результате которых погибло и пострадало большое количество людей, откликнулись болью и печалью в сердце каждого белоруса. Республика Беларусь решительно осуждает насилие, жертвами которого становятся мирные невинные люди, и солидарна с Норвегией в борьбе против любых форм и проявлений терроризма и экстремизма», — заявил Александр Лукашенко[55].
- Туркменистан: «Туркменистан, самым решительным образом осуждая любые проявления терроризма и экстремизма, полностью поддерживает усилия мирового сообщества в борьбе с этой угрозой и по её искоренению», — заявил Гурбангулы Бердымухамедов[56].
- Армения: «…в эту тяжёлую минуту народ Армении стоит рядом с дружественным норвежским народом и разделяет выпавшее на его долю горе. Эти жестокие преступления вновь доказывают необходимость решительной борьбы международного сообщества с нетерпимостью», — 23 июля отметил президент Армении Серж Саргсян в своей телеграмме с соболезнованиями королю Норвегии Харальду V и премьер-министру страны Йенсу Столтенбергу[57].

## Последствия
19 августа 2011 года польская полиция арестовала 17-летнего подростка за угрозы повторить поступок Андерса Беринга Брейвика и устроить взрыв в Варшаве.

28 августа норвежская полиция арестовала крайне правого националиста по обвинению в незаконном хранении оружия и взрывчатки.

2 сентября норвежская полиция решила побеседовать с британскими радикалами и антиисламистами, которых террорист упомянул в своём манифесте и в своих показаниях.

Палаточный лагерь на Утёйе возобновил работу лишь в августе 2015 года. 

### Расследование и суд
24 августа 2012 года суд признал «норвежского стрелка» Андерса Брейвика вменяемым, виновным в смерти 77 человек в 2011 году и приговорил к 21 году тюремного заключения с возможностью продления срока на 5 лет неограниченное количество раз. Сам Брейвик не надеется когда-либо выйти на свободу.
До суда его содержали под особым надзором в одиночной камере в спецтюрьме, которая во время Второй мировой войны была нацистским лагерем.

### Влияние на партийную систему
Во-первых, это привело к существенному снижению популярности правой Партии Прогресса, которая набрала на прошедших 14 сентября 2011 года выборах в муниципальные советы всего 11,5 % голосов — это на 6,0 % меньше, чем на выборах в 2007 году. Консерваторы привлекли, наоборот, на 8,7 % голосов больше по сравнению с прошлыми выборами. За Рабочую партию проголосовали на 2 % больше, чем в 2007. 

Во-вторых, теракт в Утойе привёл к радикальным изменениям внутри партии Прогресса, вынужденной провести внутренние реформы с целью показать обществу, что поведение Брейвика вызвано не членством вплоть до 2007 года в молодёжном крыле партии, а какими-либо внешними факторами. Тщательному анализу были подвергнуты все программные положения, а также в преддверии парламентских выборов 2013 года была обещана новая программа, которая уже включает в себя возможность сотрудничества с ныне успешными Венстре и Хейре, причём эта программа представлена на официальном сайте наряду с предыдущей, что позволяет наглядно убедиться в эволюции, а также понять, что партия никогда не была чрезмерно радикальной.
В-третьих, правый радикализм потерял свои позиции ввиду сбалансированной политики правительства, которая не соответствует традиционной модели мультикультурализма, а скорее напоминает плавильный котёл, ибо количество мигрантов относительно невелико и их стабильное положение может быть обеспечено применением индивидуального подхода. Интересна реакция мигрантов на теракты — она практически не освещается СМИ, то есть призыв Брейвика был отторгнут обществом.
Приоритетом в риторике всех партий стала борьба с проявлениями крайнего экстремизма, причём это в равной степени характерно как для левых, так и для правых партий. Из-за этого на передний план выходит вопрос мигрантов, нуждающихся в безболезненной интеграции в общество, что невозможно сделать, пока все не осознают эту необходимость. Теракт не только не подтолкнул общество к отторжению, а, наоборот, привлёк внимание к существованию проблемы, что является залогом решения. Стратегии внешней и внутренней политики подверглись некоторым изменениям ввиду того, что убийства произошли непосредственно в стране. То, что они затронули именно правящую партию, ускорило процесс реформирования и упрочило её позиции.

## В искусстве
- «Утойя. Выстрелы Брейвика» — норвежский драматический фильм-триллер 2018 года, поставленный режиссёром Эриком Поппе о террористической атаке 22 июля 2011 года.
- «22 июля» — американская криминальная драма 2018 года о нападениях в Норвегии в 2011 году и их последствиях, снятая Полом Гринграссом.
- «22 июля[норв.]» — норвежский мини-сериал, выпущенный NRK в 2020 году.
- Событиям на Утёйе посвящена песня Little Boy in the Grass норвежской певицы AURORA, потерявшей молодого друга в этом теракте.